# اندیس آنومالی گرازون
آنومالی گرازون یک اندیس فلزی است که در حوالی شهر گزیک استان خراسان قرار دارد و مادهٔ معدنی موجود در آن، طلا است.سنگ میزبان این اندیس افیولیت است  